# Harold Charles Schonberg
Harold Charles Schonberg (Nova Iorque, 29 de novembro de 1915 — Nova Iorque, 26 de julho de 2003) foi um crítico de música e um jornalista norte-americano, mais notável pelo seu trabalho no The New York Times. Ele foi o primeiro crítico de música a ganhar o Prémio Pulitzer de Crítica, em 1971. Ele também escreveu livros sobre música e um sobre xadrez.